# Falska annonser
Falska annonser eller bluffannonser på internet är ett sätt för bedragare att försöka lura konsumenter på pengar, kortuppgifter eller infektera en dator med skadlig kod.
Falska annonser har kommit att bli ett problem bland annat på sociala medier och begagnatsidor där den utomstående kontrollen på vad som annonseras är låg. Det förekommer att bedragare skapar falska konton och utger sig för att vara företag för att de falska annonserna ska se mer trovärdiga ut. Problemet med falska annonser tycks öka och allt fler anmäler annonsbedrägeri till polisen. År 2020 gjordes det 18 800 anmälningar om annonsbedrägeri och 2021 hade siffran ökat ytterligare. I mars 2022 stämde ACCC, australiska motsvarigheten till Konsumentverket, Meta Platforms som äger bland annat Facebook för riktade falska annonser som lurat internetanvändare på pengar. ACCC anklagade Meta för att inte vidta tillräckligt omfattande åtgärder mot bedragare på sociala medieplattformar.
För att undvika att bli lurad av falska annonser uppmanas internetanvändare att tänka kritiskt huruvida erbjudandet verkar rimligt och kontrollera avsändaren, t.ex. kontrollera om webbadressen överensstämmer med avsändaren.